# Liste der Monuments historiques in Auvillars-sur-Saône
Die Liste der Monuments historiques in Auvillars-sur-Saône führt die Monuments historiques in der französischen Gemeinde Auvillars-sur-Saône auf.

## Liste der Immobilien
| Bezeichnung          | Beschreibung            | Standort               | Kennzeichnung | Schutzstatus   | Datum     | Bild           |
| -------------------- | ----------------------- | ---------------------- | ------------- | -------------- | --------- | -------------- |
| Kirche Ste-Madeleine | aus dem 15. Jahrhundert | Rue de l’Eglise (Lage) | PA00112076    | Classé Inscrit | 1912 1925 | weitere Bilder |

## Liste der Objekte
| Bezeichnung                             | Beschreibung                                                        | Standort                           | Kennzeichnung | Schutzstatus | Datum | Bild |
| --------------------------------------- | ------------------------------------------------------------------- | ---------------------------------- | ------------- | ------------ | ----- | ---- |
| Grabmäler für Henri und Noël de Gallois | Kalkstein, farbig gefasst, Marmor, bezeichnet 1641, von Jean Dubois | in der Kirche Ste-Madeleine (Lage) | PM21000108    | Classé       | 1910  |      |
| Skulptur Madonna mit Kind (1)           | Kalkstein, ehemals farbig gefasst, Mitte des 15. Jahrhunderts       | in der Kirche Ste-Madeleine (Lage) | PM21000109    | Classé       | 1912  |      |
| Skulptur Johannes der Täufer            | Marmor, ehemals farbig gefasst, erste Hälfte des 16. Jahrhunderts   | in der Kirche Ste-Madeleine (Lage) | PM21000110    | Classé       | 1912  |      |
| Skulptur Maria Magdalena                | Kalkstein, farbig gefasst, zweite Hälfte des 16. Jahrhunderts       | in der Kirche Ste-Madeleine (Lage) | PM21000111    | Classé       | 1912  |      |
| Bodenfliesen                            | Keramik, glasiert, zweite Hälfte des 15. Jahrhunderts               | in der Kirche Ste-Madeleine (Lage) | PM21000112    | Classé       | 1912  |      |
| Zwei Wandgemälde                        | aus dem 16. Jahrhundert                                             | in der Kirche Ste-Madeleine (Lage) | PM21000113    | Classé       | 1912  |      |
| Kirchenfenster Kreuzigungsgruppe        | Glas, Blei, Ende des 15. Jahrhunderts                               | in der Kirche Ste-Madeleine (Lage) | PM21000114    | Classé       | 1912  |      |
| Skulptur Madonna mit Kind (2)           | Kalkstein, ehemals farbig gefasst, Mitte des 15. Jahrhunderts       | in der Kirche Ste-Madeleine (Lage) | PM21000115    | Classé       | 1912  |      |
| Grabstein für Jacques de Corcelles      | Kalkstein, bezeichnet 1612                                          | in der Kirche Ste-Madeleine (Lage) | PM21000116    | Classé       | 1912  |      |
| Skulptur eines Bischofs                 | Marmor, erste Hälfte des 16. Jahrhunderts                           | in der Kirche Ste-Madeleine (Lage) | PM21000117    | Classé       | 1927  |      |
| Skulptur Heiliger Claudius              | Kalkstein, farbig gefasst, Ende des 15. Jahrhunderts                | in der Kirche Ste-Madeleine (Lage) | PM21000118    | Classé       | 1962  |      |
| Banner der Société de Saint-Vincent     | Stoff, bestickt, bezeichnet 1904                                    | in der Kirche Ste-Madeleine (Lage) | PM21003975    | Inscrit      | 1993  |      |